# Downtown San Diego

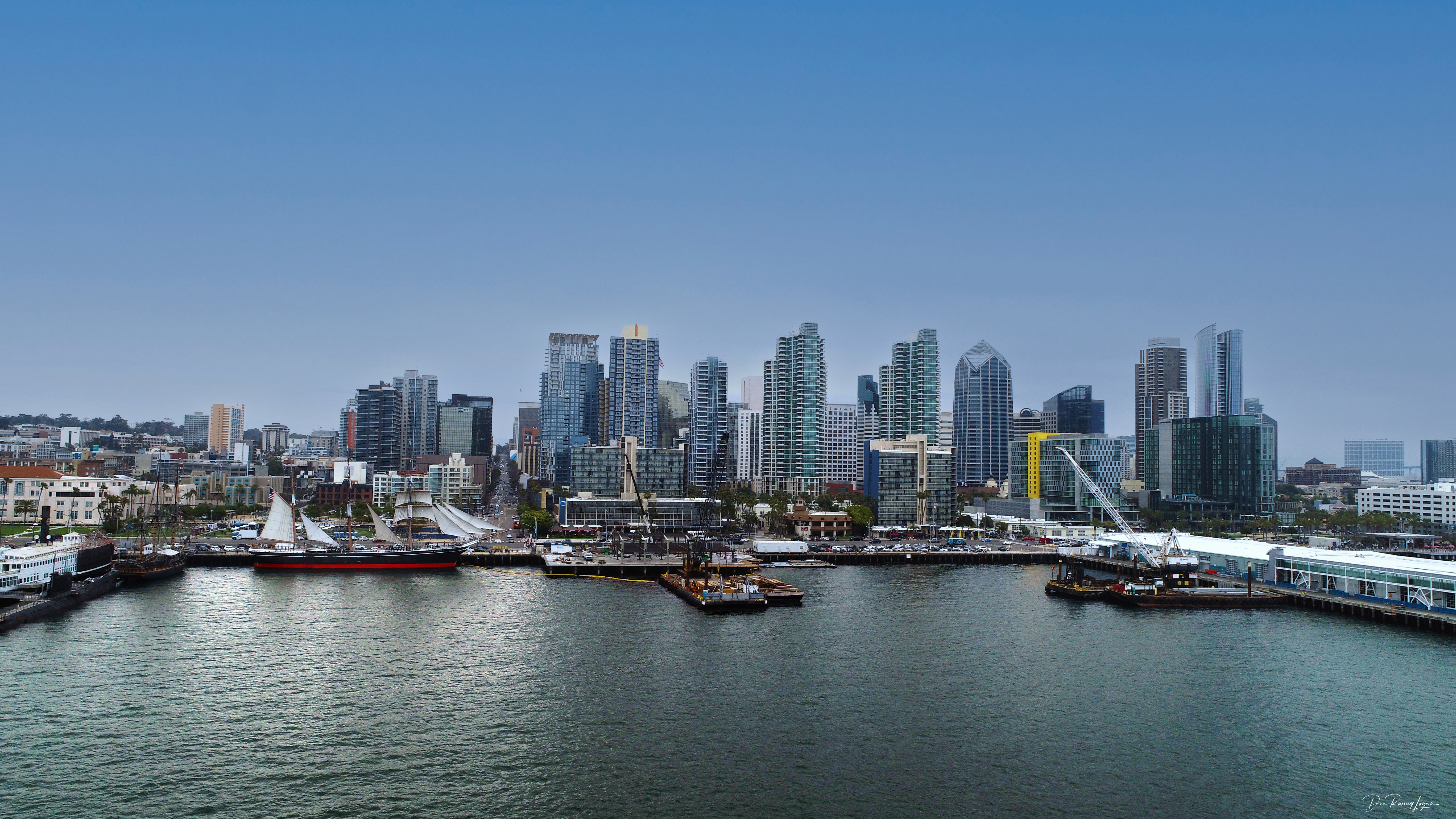
Centro de San Diego

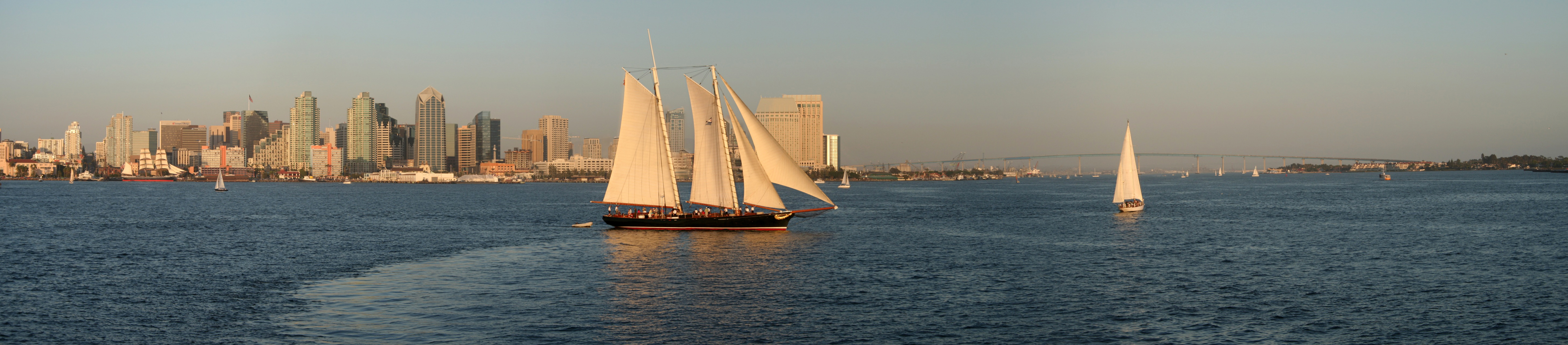
Panorama urbano del Centro de San Diego.

Downtown San Diego (en español conocido como Centro de la Ciudad) es el centro de la ciudad de San Diego, California, EE. UU. y el distrito financiero y negocios del condado de San Diego. 

## Historia

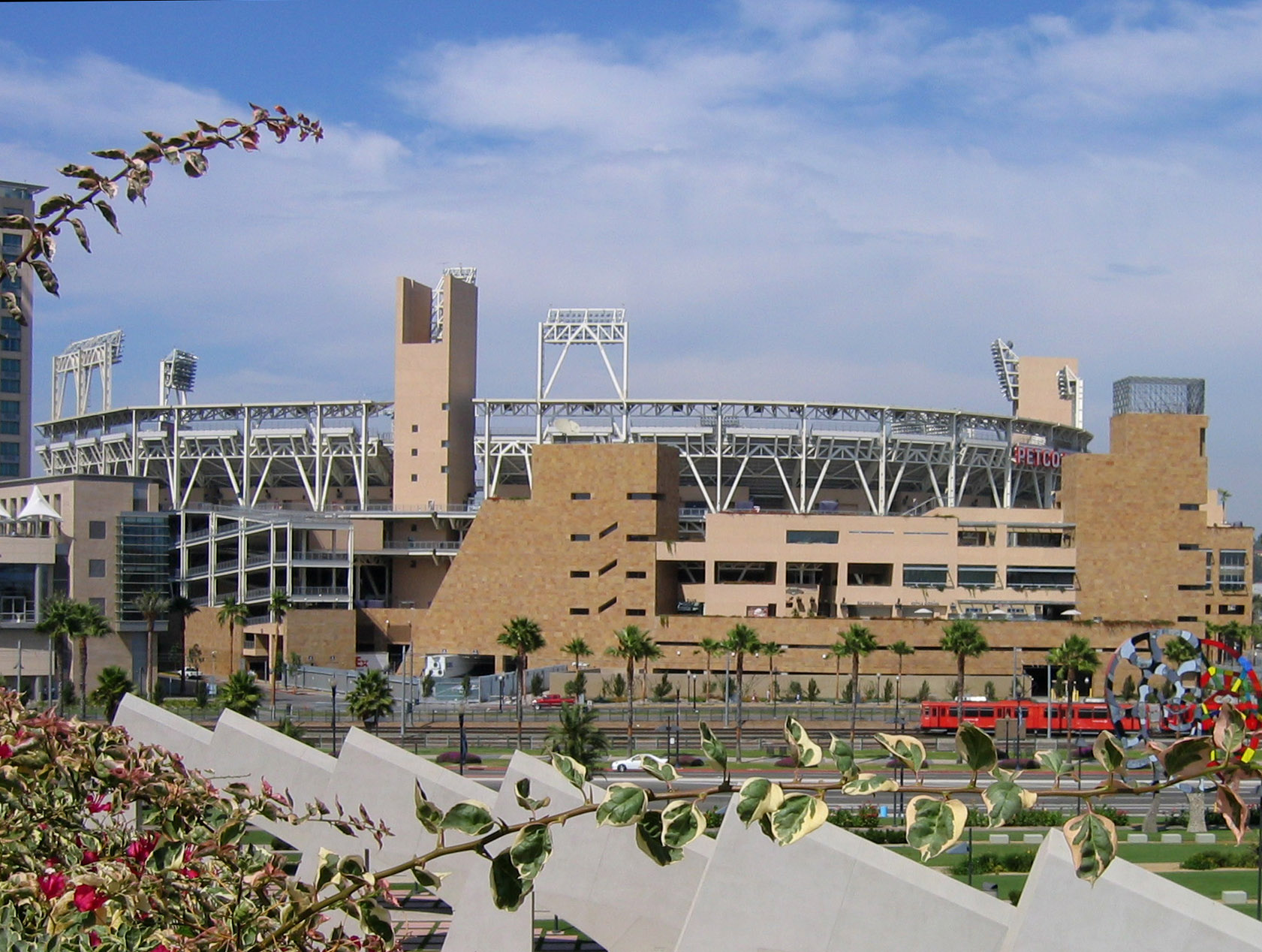
PETCO Park.

En los años 1960, el centro de la ciudad empezó a caer en un estado de deterioro. Debido a los problemas económicos, muchas de las áreas fueron abandonadas. La basura estaba tirada en el Gaslamp Quarter, muchas casas victorianas del siglo XIX fueron derribadas, y había pocos edificios de un tamaño significante (el edificio más alto en ese tiempo era un edificio de doce pisos, el edificio El Cortez). A pesar de esto, se empezaron a construir edificios de cinco a diez pisos. 
En 1975, los planes de reconstrucción fueron creados para el centro de San Diego. En 1985, el centro de San Diego pasó por más renovaciones con la construcción del centro comercial  Horton Plaza, el avivamiento del Gaslamp Quarter, y la construcción del Centro de Convenciones de San Diego.

## Geografía

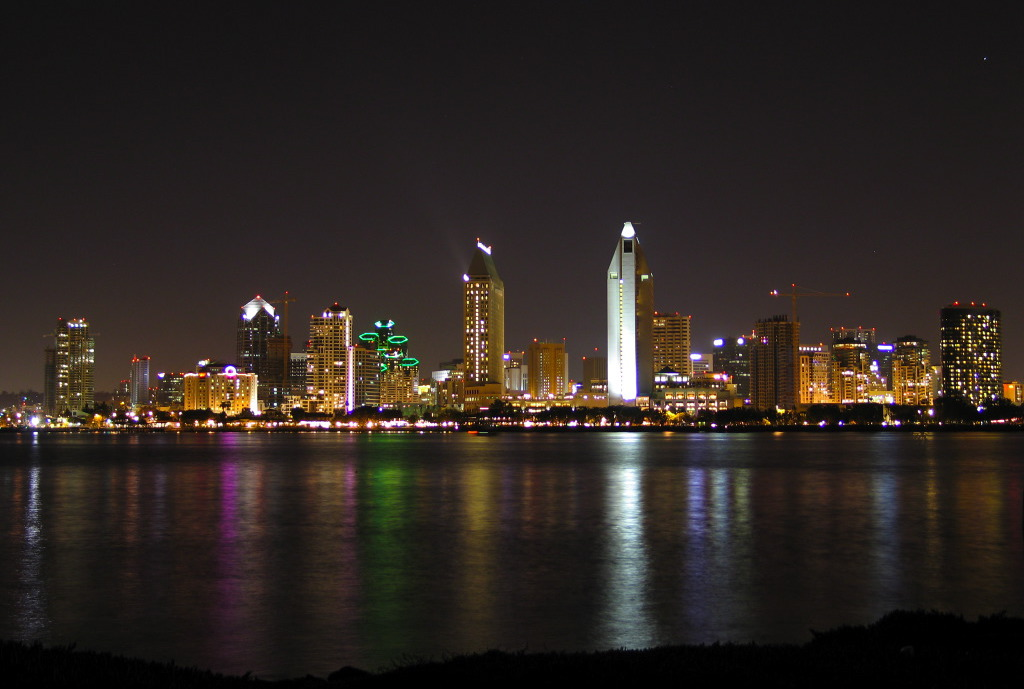

El centro de la ciudad de San Diego está delimitado al oeste por la Bahía de San Diego y al suroeste por Bankers Hill, Middletown y Balboa Park al norte, Sherman Heights, Golden Hill al este, el Barrio Logan y Logan Heights al sureste. El Aeropuerto Internacional de San Diego está justo al noroeste del centro de San Diego.

### Distritos y barrios
- Columbia,  el distrito occidental del downtown.
- Distrito Core, el distrito central en el downtown.
- Cortez Hill, el distrito noreste del downtown.
- East Village, el distrito este del downtown, sede del Petco Park y los alrededores de Ballpark Village.
- Gaslamp Quarter, un distrito de vida nocturna de dos por diez cuadras en el centro del Downtown.
- Pequeña Italia, el distrito al noroeste del downtown.
- Marina, el distrito suroeste del downtown sede de Seaport Village.
- Distrito Horton, el distrito donde se encuentra el Horton Plaza y los edificios adyacentes en el centro del downtown.
- Seaport Village, un distrito turístico dentro del distrito de la Marina, en la cual no es un distrito oficial o un barrio.

## Demografía

### Estimaciones futuras
En 2004, el centro de la ciudad de San Diego tenía una población de 28,586. En 2010, la población estimada es de 45,710; en 2020, la población estimada es de 64,626; y en 2030, la población estimada es de 82,598, en la cual es un 189% de incremento desde el 2004.
El promedio de los ingresos de los hogares se estima que podría incrementar un 29% de $27,788 en 2004 a $35,871 en 2030. El grupo que crecer más desde 2004 y 2030 son los hogares que hacen más de $200,000, en la que se estima que se podría incrementar un 616% desde 428 a 3,064; hogares convirtiéndolos en $150,000-$199,999, y se estima que se incremente un 582% de 272 a 1,856; hogares que ganen $125,000-$149,999, en un incremento de 465% desde 266 a 1,502; y los hogares que ganen $100,000-$124,999, tendrán un incremento estimado del 370% desde 451 a 2,121.

## Arquitectura
Debido a la proximidad del Aeropuerto Internacional de San Diego (Lindbergh Field) al centro de la ciudad, hay una restricción de límite de altura de 152 metros (500 pies) en todos los edificios del centro impuesto por la FAA. La regulación de altura existe, porque cuando los aviones despegan y arriban en el aeropuerto, cualquier estructura más alta de 152 metros interferirá con las operaciones de vuelos y podría causar una colisión.